# Яблуко в річці
«Яблуко в річці» (латис. Ābols upē) — радянський художній фільм режисера Айварса Фрейманіса, знятий за власним сценарієм на Ризькій кіностудії у 1974 році. Всесоюзна прем'єра відбулася 16 серпня 1976 року.
Фільм виконаний у квазідокументальній манері на основі сценарію не знятого документального фільму «Річка», задуманого режисером, як спроба простежити за змінним в сучасних умовах патріархальним побутом жителів одного з ризьких островів.

## Сюжет
Молодий докер, який живе на ризькому острові Закюсала, знайомиться на місці археологічних розкопок в районі будівництва греблі Ризької ГЕС зі студенткою Анітою, яка приїхала в Ригу з невеликого рибальського селища. Дівчина приймає запрошення симпатичного їй молодого чоловіка провести вечір в клубі, де він грає в самодіяльному вокально-інструментальному ансамблі. Після танців вони їдуть до Яніса, але наступного дня Аніта несподівано повертається додому. Всі спроби Яніса знайти її на квартирі у ризьких родичів закінчуються невдачею. Деякий час по тому вона сама знаходить Яніса і говорить про свою вагітність. Той, пропонує переїхати до нього, в недавно отриману квартиру. Аніта відмовляє, вважаючи, що його пропозиція викликана жалістю.

## У ролях
- Івар Калниньш — Яніс
- Аквеліна Лівмане — Аніта

## Знімальна група
- Сценарист і режисер-постановник — Айварс Фрейманіс
- Оператор-постановник — Давіс Сіманіс
- Композитор — Петеріс Плакідіс